# 蕭大亨
萧大亨（1532年—1612年），字夏卿，号岳峰，山東济南府泰安州放城里（今泰安市新泰市放城镇）人，祖籍江西吉水縣。明朝政治人物。

## 生平
年幼家贫，其父迁居泰安府城，贩卖豆腐为生。萧大亨六岁入私塾。嘉靖四十年（1561年）山東鄉試第66名，嘉靖四十一年（1562年）聯捷會試第206名，登進士第三甲第136名。
初授山西榆次县知县，当时榆次连年灾荒饥馑，萧大亨开榜招抚流民、发仓赈济、改革赋税，得到民众好评。嘉靖四十四年（1565年），擢户部主事。翌年，升户部陕西司管粮郎中。隆庆三年（1569年）九月升任河南提刑按察司佥事，四年七月调陕西按察司佥事、整饬巩昌抚民兵备，五年正月以賢能卓異入觐，賜衣一袭钞百锭，加从四品服俸。五年十二月升山西布政司右参议。于边陲之地抚民备兵，参与督师出边，打败南侵的鞑靼军。并把握时机，达到“款贡”之礼，促成贡市。
隆庆六年（1572年），因念母上书请求归养。次年获准返乡，距家500里，闻母病殁，徒步跣足日行百里奔丧。守丧三年，内外称孝。
守丧结束复官，万历三年（1575年）十一月起升陕西按察副使，五年正月升山西右参政。万历八年（1580年）闰四月，任都察院右佥都御史、宁夏巡抚。万历十年改任宣府巡抚。万历十二年（1584年），加兵部右侍郎。万历十七年（1589年），擢升都察院右都御史，总督宣府、大同、山西三镇。次年，鞑靼发生“洮河之变”。萧大亨在朝廷力排众议，反对妄开边衅，召会鞑靼酋长，责其背德之罪，顺义谢罪请归，还所掠洮河人口。万历二十年（1592年），宁夏边将勾结鞑靼反叛，为明军所破。萧大亨平叛有功，升任兵部尚书、太子太保。是年，朝廷亦增其祖父萧胜、其父萧贤为兵部尚书，并在故乡泰安府建坊旌表。泰安城内宁武街原有萧公祠，今废弃为民宅。
萧大亨因戍边多年，跋涉塞外，以经历、戍务纂《夷俗记》一书，刊行于万历二十二年（1594年）。
万历二十三年（1595年），萧大亨任刑部尚书。同时间，丰臣秀吉率领日本诸大名进犯朝鲜，朝廷内对支援朝鲜意见不一、引发御史曹学程、兵部尚书石星两大狱案，交刑部定罪。萧大亨为曹学程讼冤解救，被处罚。萧虽与石星长期政见相左，亦能秉公处之，为明神宗所迁怒。万历二十六年（1598年），兼理兵部事务。万历三十二年（1604年），任兵部尚书、仍署刑部事务。任内，倭寇南侵福建沿海，萧大亨严令闽省予以缉捕，捕杀若干倭寇。后又多次平息西南边陲兵端，安定西南。万历三十四年（1606年），罢刑部兼署，专掌兵部。萧大亨任兵、刑两部尚书合计13年，时值明末，党争甚烈，内外矛盾迭起。他厌倦党争，多次上书乞骸骨。万历三十六年（1608年），卸归故里泰安府。万历四十年（1612年），卒于泰安萧家府第，享年81岁。
万历四十四年（1616年），朝廷追赠太傅。

## 著作
著作有《今古文钞》、《文章正宗》、《岳峰萧公奏议》、《家训》、《夷俗记》、《曲阜县志序》等。

## 墓地
明神宗敕令在泰安城西南金牛山之阳，为其营建陵墓，万历四十五年（1617年）竣工。在今山东省泰安市岱岳区满庄镇东萧家林村，是全国重点文物保護单位。墓地保存有较完好的石刻和神道。

## 家族
曾祖蕭敘經；祖父蕭勝；父蕭乾（一说萧贤），赠中憲大夫都察院右佥都御史。母王氏。兄蕭大元。